# Puente de Domingo Flórez
Puente de Domingo Flórez (en gallec, Ponte de Domingos Flórez) és un municipi de la província de Lleó, a la comunitat autònoma de Castella i Lleó. Forma part de la comarca d'El Bierzo i és un dels municipis en els quals es parla gallec. Les Mèdules ocupen part del seu terme municipal, i del de Borrenes i Carucedo.

## Demografia
| 1991 | 1996 | 2001 | 2004 |
| ---- | ---- | ---- | ---- |
| 2045 | 1980 | 1930 | 1852 |